# Todor Vujasinović
Todor Vujasinović, bosansko-hercegovski general, * 16. oktober 1904, † 1988.

## Življenjepis
Vujasinović je po končanem semenišču odšel v Pariz, kjer je študiral filozofijo. Tu se je seznanil s komunisti in postal član KP Francije. Leta 1930 je postal član KPJ in postal eden od voditeljev v Bosni. Bil je tudi eden od organizatorjev NOG; med vojno je bil na različnih poveljniških in partijsko-političnih položajih, mdr. pooblaščenec za ekonomsko obnovo v NKOJ. 
Po vojni je bil minister BiH.